# Richardina spinicincta
Richardina spinicincta är en kräftdjursart som beskrevs av Alphonse Milne-Edwards 1881. Richardina spinicincta ingår i släktet Richardina och familjen Stenopodidae. Inga underarter finns listade i Catalogue of Life.